# Poujols
Poujols (okzitanisch: Pojòls) ist ein Ort und eine südfranzösische Gemeinde mit 183 Einwohnern (Stand: 1. Januar 2022) im Département Hérault in der Region Okzitanien (vor 2016: Languedoc-Roussillon). Die Gemeinde gehört zum Arrondissement Lodève und zum Kanton Lodève. Die Einwohner werden Poujolains genannt.

## Lage
Poujols liegt etwa 50 Kilometer westnordwestlich von Montpellier. Der Fluss Lergue begrenzt die Gemeinde im Osten. Umgeben wird Poujols von den Nachbargemeinden Pégairolles-de-l’Escalette im Norden, Soubès im Osten, Lodève im Süden sowie Lauroux im Westen.

## Bevölkerungsentwicklung

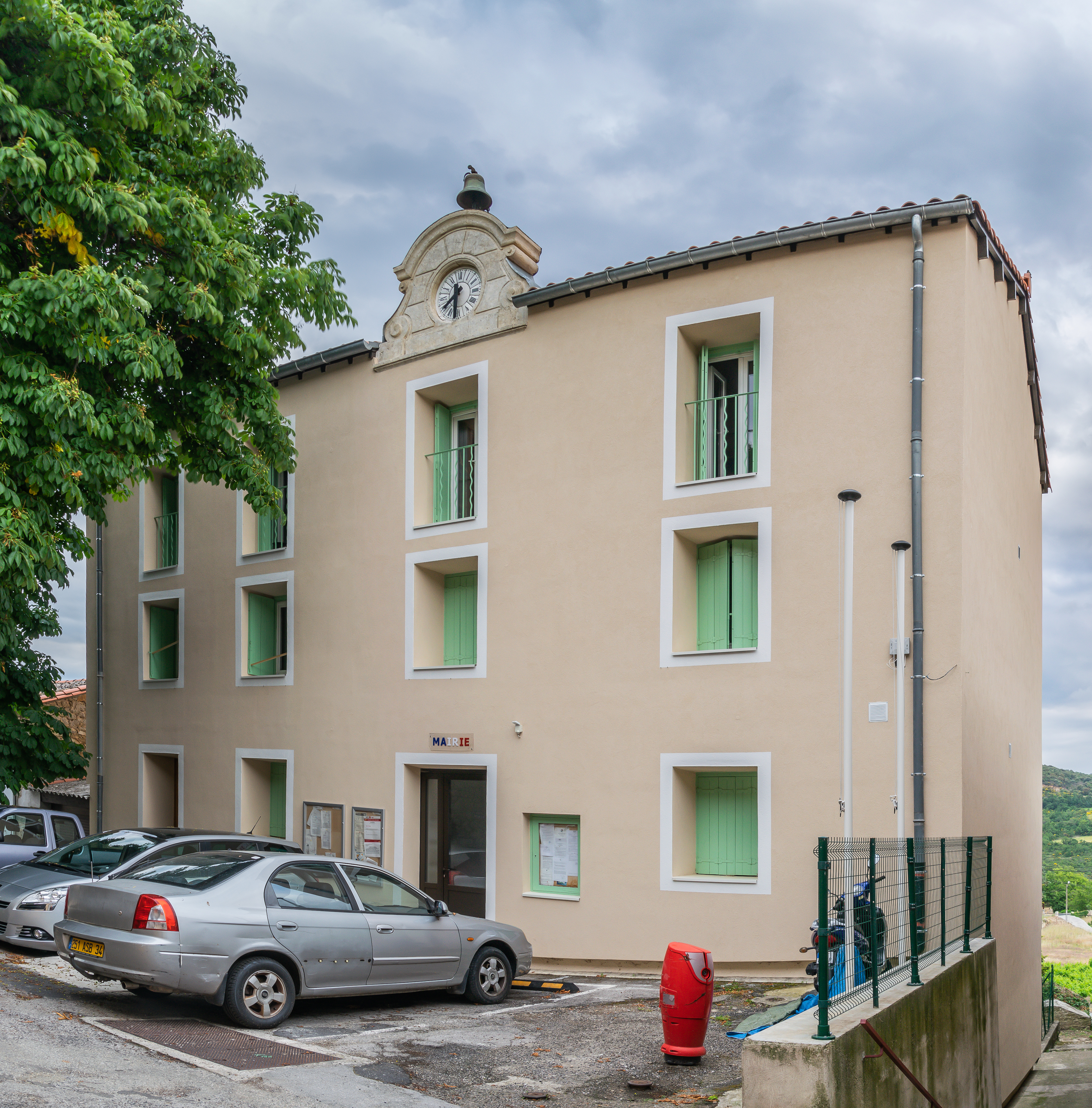
Mairie Poujols

| Jahr                       | 1962 | 1968 | 1975 | 1982 | 1990 | 1999 | 2006 | 2017 |
| Einwohner                  | 113  | 105  | 113  | 120  | 127  | 125  | 153  | 164  |
| Quellen: Cassini und INSEE |      |      |      |      |      |      |      |      |